# وارقة أنيقة
وارقة أنيقة (الاسم العلمي:Phyllium elegans) هي نوع من الحشرات تتبع جنس الوارقة من فصيلة الوارقات.